# Третий буддийский собор
Третий буддийский собор был созван примерно в 250 году до н. э. в Патне, предположительно под покровительством императора Ашоки. Считается, что Третий Буддийский Собор был созван с целью положить конец коррупции в Сангхе и избавиться от фиктивных монахов, придерживающихся еретических взглядов. Его возглавил Моггалипутта Тисса, а участие в Соборе приняли тысяча монахов. 

## Предыстория
В «Палийском Каноне» события, предшествующие Третьему Собору, описываются следующим образом. Император Ашока был коронован в двухсот восемнадцатом году после махапаринирваны Будды. Поначалу он лишь формально выказывал уважение Дхамме и Сангхе, поддерживая также членов других религиозных сект, как делал и его отец. Обстановка изменилась, когда он познакомился с набожным начинающим монахом по имени Нигродха, который проповедовал императору Аппамада-ваггу. Интерес и привязанность к Дхамме у Ашоки возросли и он прекратил поддержку остальных религиозных групп. На свои средства он построил восемьдесят четыре тысячи пагод и вихар и оказывал щедрую поддержку бхикшу с их четырьмя требованиями. Его сын Махинда и его дочь Сангхамитта были посвящены в духовный сан и приняты в Сангху.
Но его щедрость привлекла много недостойных людей, придерживающихся еретических взглядов. Они присоединялись к Сангхе из-за дорогостоящих преподнесений еды, одежды, крова и лекарств. Несмотря на то, что подобным людям отказывалось в духовном сане, они надевали мантии и присоединились к Сангхе. В результате уважение к Сангхе было ослаблено.
Когда это стало известно, некоторые из подлинных монахов отказались проводить предписанное очищение или церемонию Упосатха в окружении коррумпированных, еретических монахов. Император, узнал об этом, отправил одного из своих министров к монахам с приказом выполнить церемонию. Однако монахи вновь отказались проводить церемонию в окружении ложных 'ворующих' компаньонов (пали: theyya-sinivāsaka).
Разозлившийся министр обнажил свой меч и пошёл вдоль линии сидящих монахов, обезглавливая их одного за другим, пока не дошёл до брата Императора, Тисса, посвящённого также в духовный сан. В ужасе министр прекратил резню и покинул монашескую общину. Ашока был глубоко опечален случившимся и обратился за советом к Тхере Моггалипутте Тиссе, который предложил изгнать монахов-еретиков из ордена и созвать немедленно третий Собор.

## Собор
Так на семнадцатом году правления Императора Ашоки был созван Третий буддийский Собор. Его деятельность возглавил Тхера Моггалипутта Тисса. Он выбрал тысячу монахов из шестидесяти тысяч участников для традиционного чтения Дхаммы и Винайи, которое длилось девять месяцев. Сам Император опрашивал монахов из многих монастырей об учениях Будды. Те, кто придерживался неправильных взглядов, были выявлены и немедленно исключены из Сангхи. Таким образом Сангха была отчищена от еретиков и фиктивных бхиккху.
Согласно Типитаке, Моггалипутта Тисса во время этого Собора, чтобы предотвратить еретическое поведение и обеспечить непорочность Дхаммы, составил книгу под названием Катхаваттху. Эта книга состоит из двадцати трёх глав и является собранием рассуждений на счёт спорных вопросов. Она выдвигает опровержения 'еретических' взглядов, которым придерживались различные Буддийские секты на философские темы. Катхаваттху — пятая из семи книг из Абхидаммы Питака. Историчность этого под вопросом, потому что пересказ в Сань Цзянь Лу Пипошо (Судассанавинаявибхаша), хотя в остальном практически идентичен, не упоминает Катхаваттху.
Моггалипутта Тисса сказал Ашоке, что Будда учил доктрине Вибхаджьявада, доктрине анализа. Этот термин использовался в нескольких значениях, и не совсем понятно, что он означал в этом контексте. Но приверженцы Тхеравады из Шри Ланки и других школ раннего буддизма с материка считают себя последователями Вибхаджьявады.

## Эмиссары

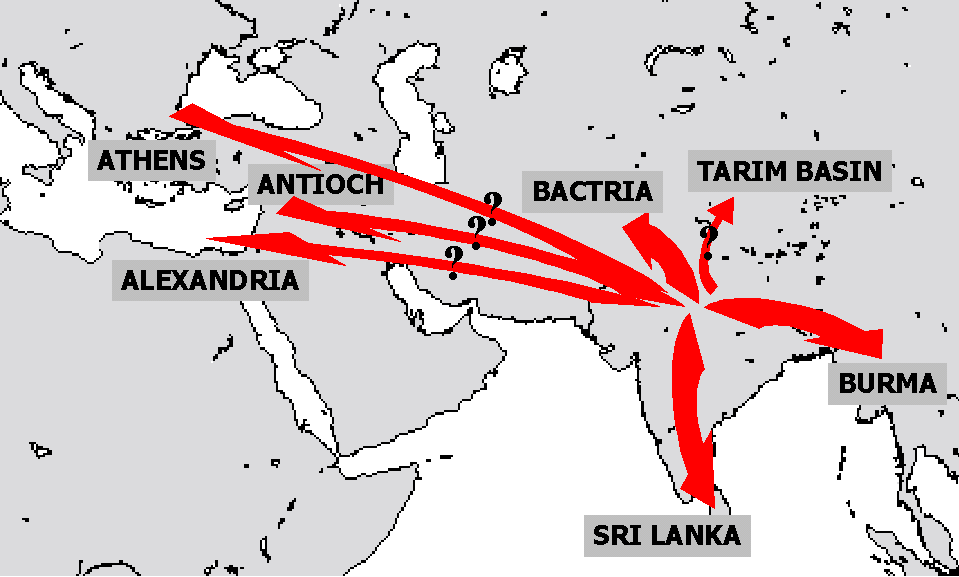
Буддийский прозелитизм во время Императора Ашока (260—218 гг до н. э.)

Одно из наиболее существенных достижений, приписываемых Тхеравадской традицией этому собранию Дхаммы, которое приносило плоды ещё многие века, является то, что Император отправлял монахов, хорошо разбирающихся в Дхамме Будды и Винайи, которые могли излагать их целиком по памяти, чтобы обучать ей в девяти различных странах.
| Название страны                                           | Имя проповедника             |
| --------------------------------------------------------- | ---------------------------- |
| (1) Кашмир-Гандхара                                       | Маджъянтика/Махъянтика Тхера |
| (2) Махисамандала (Майсур)                                | Махадэва Тхера               |
| (3) Ванаваси                                              | Раккхита Тхера               |
| (4) Апарантака (Северный Гуджарат, Катхиявар, Куч и Синд) | Йона-Дхаммараккхита Тхера    |
| (5) Махараттха (Махараштра)                               | Махадхаммараккхита Тхера     |
| (6) Йона (Греция)                                         | Махараккхита Тхера           |
| (7) Химаванта (местность в Гималаях)                      | Маджхима Тхера               |
| (8) Суванаппхум (Мьянма / Моны) / Таиланд)                | Сона Тхера и Уттара Тхера    |
| (9) Ланкадипа (Шри-Ланка)                                 | Махамахинда Тхера            |

### Результаты миссий
Миссии Дхаммы в Шри-Ланку, Кашмир и Гандхару были очень успешными; они привели к долгосрочному присутствию и доминированию буддизма в этих регионах.
Не совсем понятно, насколько влиятельными эти взаимодействия оказались для Египта и Греции, но некоторые авторы считают, что определённый уровень синкретизма между эллинистическим мышлением и буддизмом мог зародиться в эллинских землях в то время. Они указывали на присутствие Буддийских общин в Эллинистическом мире того периода, в частности в Александрии (что было упомянуто Климентом Александрийским), также на дохристианский монашеский орден Терапевтов (возможное искажение палийского слова «Тхеравада»), которые могли быть «практически полностью вдохновлёнными учениями и практиками Буддийского аскетизма» (Роберт Линссен).
Надгробия вероятно Буддийского происхождения из Птолемейского периода также были обнаружены в Александрии, украшенные возможно изображениями колеса Дхармы (Tarn, «The Greeks in Bactria and India»). Говоря о присутствии буддистов в Александрии некоторые учёные указывали, что «Позже именно здесь возникли некоторые из наиболее активных центров христианства» ((Robert Linssen «Zen living»). Во II веке н. э. христианский теолог Климент Александрийский отмечал влияние бактрийских буддистов (шрамана) и индийских гимнософистов на греческое мышление:
«Так философия, вещь в высшей степени полезная, расцвела в античность среди варваров, проливая свой свет на нации. Впоследствии она перешла в Грецию. Поначалу в её рядах были пророки Египта, халдеи среди ассирийцев, друиды среди галлов, шраманы среди бактрийцев („Σαρμαναίοι Βάκτρων“), философы кельтов, маги Персии, которые предсказали рождение Спасителя и пришли в Иудею, следуя звезде. Индийские гимнософисты относятся сюда как и другие варварские философы. Среди них есть два класса — некоторые называются Париварджики („Σαρμάναι“), а другие — Брахманы („Βραφμαναι“).».